# 下奥杰斯
下奥杰斯（羅馬化：Nizhniy Odes）是俄罗斯科米共和国的市级镇，属索斯诺戈尔斯克市。
该地2021年有人口8,980人；2010年人口9,680；2002年人口11,745；1989年人口12,594。